# Fjodor Grigorjewitsch Katkow
Fjodor Grigorjewitsch Katkow (russisch Фёдор Григорьевич Катков; * 22. Maijul. / 4. Juni 1901greg. in Botschagowka, Gouvernement Tobolsk, Russisches Kaiserreich; † 30. Oktober 1992 in Moskau, Russland) war ein sowjetisch-russischer Generalleutnant und Held der Sowjetunion.

## Leben
Fjodor Grigorjewitsch Katkow wurde im Dorf Botschagowka im Gouvernement Tobolsk (heute im Lebjaschjewski rajon in der Oblast Kurgan) geboren. 1908 zog er mit seiner Familie nach Lebjaschje. Im August 1919 wurde er in die Weiße Armee eingezogen, aus der er zwei Mal desertierte. Seit Februar 1920 diente er in der Roten Armee und nahm im Fernen Osten Russlands (u. a. in der Fernöstlichen Republik) am Russischen Bürgerkrieg teil. 1920 trat er in die RKP(B) ein, die spätere KPdSU.
Von April 1930 bis Mai 1933 studierte er an der Frunse-Militärakademie und wurde danach als Stabschef der 135. Infanterie-Brigade im Militärbezirk Kiew eingesetzt. Im Juli 1938 wurde er zum Stabschef der 36. leichten Panzerbrigade ernannt. 1940 absolvierte er die Akademie des Generalstabes der Roten Arbeiter- und Bauernarmee in Moskau. Am 4. Juni 1940 wurde er zum Generalstabschef des 8. mechanisierten Korps ernannt. In dieser Position nahm er zu Beginn des Großen Vaterländischen Krieges an der Panzerschlacht bei Dubno-Luzk-Riwne teil und wurde im Juli 1941 zum Kommandanten der 12. Panzerdivision (6. Armee) bei der Südwestfront ernannt. Seit Februar 1942 unterrichtete er an der Militärakademie der Panzer- und Mechanisierten Truppen der Roten Armee.
Im Juni 1943 wurde er stellvertretender Kommandeur des 3. Garde-mechanisierten Korps, mit dem er an der Belgorod-Charkower Operation und an der Schlacht am Dnjepr teilnahm. Von November 1943 bis 3. September 1945 befehligte er das 7. Mechanisierte Korps (u. a. in der Operation Jassy-Kischinew, Plattenseeoffensive, Prager Operation, Dnepr-Karpaten-Operation) und im Pazifikkrieg.
"Für das geschickte Kommando des mechanisierten Korps, die vorbildliche Ausführung von Kampfmissionen an der Front und den Mut und Heldentum" erhielt Fjodor Katkow am 8. September 1945 den Titel des Helden der Sowjetunion verliehen.
Nach dem Krieg blieb er bei der Armee und wurde 1953 aus dem aktiven Dienst in den Ruhestand entlassen. Er war mit Jelena Uljanowna Katkowa verheiratet. Katkow war Ehrenbürger von Prag.

## Auszeichnungen
Beförderungen
- 28. Februar 1938: Oberst
- 15. Dezember 1943: Generalmajor der Panzertruppen
- 29. Mai 1945: Generalleutnant der Panzertruppen

- Held der Sowjetunion (8. September 1945)
- 2 × Leninorden (30. April 1945 und 8. September 1945)
- 2 × Rotbannerorden (1944 und 1950)
- Kutusoworden I. Klasse (13. September 1944)
- 3 × Suworow-Orden II. Klasse (1943, 1944, 1945)
- Orden des Vaterländischen Krieges I. Klasse (1985)
- Medaille „Für Verdienste im Kampf“
- Jubiläumsmedaille „Zum Gedenken an den 100. Geburtstag von Wladimir Iljitsch Lenin“
- Medaille „Sieg über Deutschland“
- Medaille „20. Jahrestag des Sieges im Großen Vaterländischen Krieg 1941–1945“
- Medaille „30. Jahrestag des Sieges im Großen Vaterländischen Krieg 1941–1945“
- Medaille „40. Jahrestag des Sieges im Großen Vaterländischen Krieg 1941–1945“
- Medaille „Für den Sieg über Japan“
- Medaille „Für die Einnahme Budapests“
- Medaille „Für die Befreiung Prags“
- Medaille „Veteran der Streitkräfte der UdSSR“
- Jubiläumsmedaille „XX Jahre Rote Arbeiter-und-Bauern-Armee“
- Medaille „30 Jahre Sowjetarmee und Flotte“
- Medaille „40 Jahre Streitkräfte der UdSSR“
- Medaille „50 Jahre Streitkräfte der UdSSR“
- Medaille „60 Jahre Streitkräfte der UdSSR“
- Medaille „70 Jahre Streitkräfte der UdSSR“
- Orden Tudor Vladimirescu 2. Klasse (Sozialistische Republik Rumänien)